# PbLua
pbLua stellt eine Implementierung der Programmiersprache Lua für den Lego Mindstorms NXT dar. Entwickelt wird pbLua von Ralph Hempel, der mit pbForth auch schon eine Programmierumgebung für den Vorgänger des NXT, RCX, geschaffen hat.
pbLua nutzt eine eigene Firmware, die einen Lua-Compiler mit Terminal-Zugriff bereitstellt. Im Gegensatz zu allen anderen Programmiermöglichkeiten des NXT wird daher kein Compiler oder sonstiges Entwicklungswerkzeug auf dem Entwicklungssystem selbst benötigt, stattdessen wird der Programmcode direkt über die per Bluetooth oder USB realisierte Terminalverbindung übertragen, erst auf dem NXT in Lua-Bytecode übersetzt und anschließend ausgeführt.